# Ammobatini
Ammobatini is een geslachtengroep van de Apidae.

## Taxonomie
De volgende geslachten worden bij de geslachtengroep ingedeeld:
- Ammobates
- Chiasmognathus
- Melanempis
- Oreopasites
- Parammobatodes
- Pasites
- Sphecodopsis
- Spinopasites